# Südlicher C-Falter

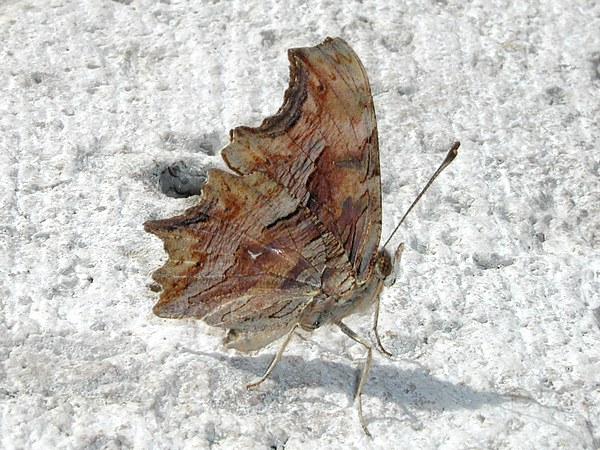
Flügelunterseiten

Der Südliche C-Falter oder Gelbe C-Falter (Polygonia egea) ist ein Schmetterling (Tagfalter) aus der Familie der Edelfalter (Nymphalidae), der von Südeuropa bis Ostasien verbreitet ist.

## Beschreibung

### Falter
Die Flügel sind oberseits gelbbraun gefärbt und mit einem schwarzen und braunen Fleckenmuster gezeichnet. Die Flecken sind weniger ausgeprägt als bei ähnlichen Arten. Die Flügelunterseiten sind bei der ersten Generation, der Form balucha, gelblich braun marmoriert gefärbt und tragen eine auffällige, weiße, Y-ähnliche, Zeichnung am Ende der Zelle. Die Falter der zweiten sind dunkler gefärbt und wurden als Form autumnalis und pallida beschrieben.

### Raupe
Die Raupe ist schwärzlich oder schiefergrau mit gelben und schwarzen Querstreifen. Der Körper ist mit feinen weißlichen Härchen und dunklen verzweigten Dornen besetzt. Auf dem hellen Rücken stehen paarweise große blauschwarze Flecke. Die Stigmenöffnungen sind gelblich umrandet, unter ihnen läuft eine rotgelbe Linie. Der Kopf ist herzförmig mit zwei stachelartigen Fortsätzen.

### Puppe
Die Puppe ist graubraun, ihr Rücken höckerig und ohne Metallflecke. Der Kopf hat keine Spitzen.

## Ähnliche Arten
- C-Falter (Polygonia c-album (Linnaeus, 1758)) kommt in Europa, Nordafrika und Asien bis Japan vor.[2]
- Polygonia c-aureum (Linnaeus, 1758) ist in Ostasien verbreitet und hat postdiskal blaue Flecken auf den Flügeloberseiten.[3]
- Polygonia interposita (Staudinger, 1881) hat rundere Einschnitte am Flügelrand und ausgedehntere schwarze Flecken. Sie ist vom Ghissar- bis zum Altaigebirge, in Nordwest-China und im Himalaya verbreitet.[3]
- Polygonia undina (Grum-Grschimailo, 1890) ist oberseits sehr hell rötlichbraun mit kleinen Flecken, von denen die in den Medianzwischenräumen liegenden Flecke und der Hinterrandfleck oft reduziert sind oder auch teilweise fehlen.[1] Sie  kommt vom Ghissar- bis zum Altaigebirge, in Nordwest-China und im Himalaya vor.[3]

## Vorkommen
Der Südliche C-Falter kommt von Südost-Frankreich und Korsika über Italien, entlang der östlichen Adriaküste, Griechenland mit Korfu, Kreta und weiteren Inseln, nicht jedoch auf Rhodos, Bulgarien, der Türkei, dem mittleren Osten, Iran, Zentral-Asien bis nach Afghanistan und Nordindien vor.

## Lebensweise
Polygonia egea fliegt auf trockenen und heißen Felshängen und Schluchten von Meereshöhe bis auf 1700 Meter, in Asien bis auf 2500 Meter. Die Falter und Raupen sind auch in Dörfern anzutreffen, wenn dort die Raupennahrungspflanzen vorkommen. Sie ernähren sich in Europa von Aufrechtem Glaskraut (Parietaria officinalis), im Transkaukasus  von Ausgebreitetem Glaskraut (Parietaria judaica) und in der Türkei von Glaskräutern (Parietaria) und Brennnesseln (Urtica).
Die Falter fliegen in zwei bis drei Generationen von März bis Oktober, wobei die erste Generation eines Jahres ab Mai fliegt, die Falter im März stammen vom Jahr zuvor und haben überwintert. In Belutschistan fliegt die erste, helle und seltene Generation im Mai/Juni und die zweite, dunkle und häufigere Generation ab Ende Juni.